# Eilean Loain
Eilean Loain är en obebodd ö i Loch Sween i Argyll and Bute, Skottland. Ön är belägen 2,4 km från Tayvallich.